# روباردس (کنتاکی)
روباردس (به انگلیسی: Robards) شهری در ایالت کنتاکی کشور ایالات متحده آمریکا است که جمعیت آن در سرشماری سال ۲۰۱۰ میلادی، ۵۱۵ نفر بوده‌است.